# 別府口駅
別府口駅（べふぐちえき）は、かつて兵庫県加古川市別府町にあった別府鉄道野口線の駅（廃駅）である。別府鉄道廃線に伴い1984年（昭和59年）2月1日に廃止された。山陽電気鉄道本線の電鉄別府駅（現在の別府駅）の最寄り駅であった。

## 歴史
- 1932年（昭和7年）：野口線の駅として開業。
- 1945年（昭和20年）1月10日：野口線が営業休止。
- 1947年（昭和22年）5月22日：野口線が営業再開。
- 1984年（昭和59年）2月1日：廃止。

## 駅構造
島式ホーム1面1線を有していた地上駅。

## 廃止後の現状
線路跡は、加古川市の遊歩道『松風こみち』として整備されている。駅跡は休憩所となっており、ベンチが備えられている。

## 隣の駅
別府鉄道
野口線
坂井駅 - 別府口駅 - 別府港駅